# Attacus taprobanis
Attacus taprobanis là một loài bướm đêm thuộc họ Saturniidae. Nó có nguồn gốc từ miền nam Ấn Độ và Sri Lanka. Loài này có hình thái rất giống với bướm khế phân bố rộng rãi hơn nhiều. Nó từng được coi là một loài phụ của A. atlas.